# ジェームス・ティエン
ジェームズ・ティエン（田俊、James Tien、1942年5月28日 - ）は、香港の俳優。主にブルース・リー、ジャッキー・チェン、サモ・ハン・キンポーなどのカンフー、アクション作品に出演した。

## プロフィール
1942年、広東省の潮安県（現・潮州市）に生まれ、1958年に家族と香港に移住した。
そしてアンジェラ・マオ、フィリップ・クォックとともに台北の国立台湾戯曲学院に入学。
1960年頃にショウ・ブラザーズに入社し、1969年にロー・ウェイ監督の映画『虎膽（Raw Courage）』で初の大役を務める。それから多くのショウ・ブラザーズ作品に出演し、1970年頃にゴールデン・ハーベスト（嘉禾）に移籍し、ブルース・リー主演映画『ドラゴン危機一発』（1971年）でリーのいとこを演じる。
その後、同じくリー主演作品『ドラゴン怒りの鉄拳』（1972年）に出演。引き続き1974年、ジョン・ウー監督の『ジャッキー・チェンの秘龍拳/少林門』で後の"ゴールデン・トリオ"ジャッキー・チェン、サモ・ハン・キンポー、ユン・ピョウと初共演。
1977年からは、サモ・ハン・キンポーの初監督作品『少林寺怒りの鉄拳』、ジャッキー・チェンの初監督作品『クレージーモンキー 笑拳』（1979年）などで脇役や悪役などを演じた。
1991年にはアンディ・ラウの作品に出演し、1996年の『運財五福星』を最後に俳優業を引退した。

## 主な出演作品
- アンジェラ・マオ 8人のドラゴン 天龍八将（1970年）
- ノラ・ミャオ レディ・ブレイド（1970年）
- ドラゴン危機一発（1971年）
- ドラゴン怒りの鉄拳（1972年）
- シーマンNo.7・波止場のドラゴン（1973年）
- 必殺!サンダーボルト（1973年）
- 冷面虎 復讐のドラゴン（1973年）
- 必殺!少林拳 涙の復讐（1974年）
- ジョン・ウーの龍を征する者（1974年）
- ジャッキー・チェンの秘龍拳/少林門（1974年）
- Mr.Boo!天才とおバカ（1975年）
- 少林寺怒りの鉄拳（1977年）
- 死亡遊戯（1978年）
- ジャッキー・チェンの飛龍神拳（1978年）
- カンニング・モンキー 天中拳（1978年）
- 拳精（1978年）
- 龍拳（1978年）
- クレージーモンキー 笑拳（1979年）
- ユン・ピョウ in ドラ息子カンフー（1981年）
- 燃えよデブゴン4 ピックポケット!（1982年）
- ジャッキー・チェンの醒拳（1983年）
- 五福星（1983年）
- 新ポリス・ストーリー Pom Pom（1984年）
- デブゴンの快盗紳士録（1984年）
- 香港発活劇エクスプレス 大福星（1985年）
- 七福星（1985年）
- ファースト・ミッション（1985年）
- レディ・ハード 香港大捜査線（1985年）
- 冒険活劇 上海エクスプレス（1986年）
- 十福星（1986年）
- 検事Mr.ハー 俺が法律だ（1986年）
- 香港極楽コップス 俺たちに明日はある!?（1986年）
- 霊幻道士2 キョンシーの息子たち（1986年）
- イースタン・コンドル（1987年）
- チャイナ・フィナーレ 清朝最後の宦官（1988年）
- サイクロンZ（1988年）
- バーニング・センセーション（1989年）
- 香港レディ・レポーター（1989年）
- リー・ロック伝 大いなる野望 Part1 炎の青春（1991年）
- リー・ロック伝 大いなる野望 Part2 香港追想（1991年）
- ギャンブリング・ゴースト（1991年）
- 運財五福星（1996年）